# Épreuve féminine par équipes de tir à l'arc aux Jeux olympiques d'été de 2024
Ne doit pas être confondu avec Épreuve masculine par équipes de tir à l'arc aux Jeux olympiques d'été de 2024 ou Épreuve mixte par équipes de tir à l'arc aux Jeux olympiques d'été de 2024.
Navigation
Tokyo 2020 Los Angeles 2028
L'épreuve féminine par équipes de tir à l'arc des Jeux olympiques d'été de 2024  se déroule les 25 et 28 juillet 2024 sur l'esplanade des Invalides à Paris.

## Médaillées
| Or                                                         | Argent                                      | Bronze                                                        |
| Corée du Sud- Jeon Hun-young - Lim Si-hyeon - Nam Su-hyeon | Chine- An Qixuan - Li Jiaman - Yang Xiaolei | Mexique- Ángela Ruiz - Alejandra Valencia - Ana Paula Vázquez |

## Calendrier
| Date                | Horaire  | Manche              |
| ------------------- | -------- | ------------------- |
| Jeudi 25 juillet    | 9 h 30   | Tour de classement  |
| Dimanche 28 juillet | 09 h 30  | Huitièmes de finale |
| Dimanche 28 juillet | 14 h 15  | Quarts de finale    |
| Dimanche 28 juillet | à suivre | Demi-finales        |
| Dimanche 28 juillet | à suivre | Finales             |

## Résultats détaillés

### Tour de classement
Le tour de classement de l'épreuve individuelle sert également pour l'épreuve par équipes : les résultats en individuel sont additionnés pour obtenir ceux par équipes. Les 4 meilleures équipes se qualifient directement pour les quarts de finale (Q). Les autres vont en huitièmes de finale.
Q : qualifié pour les quarts de finale ; q : qualifié pour les huitièmes de finale ; OR : Record olympique
| Rang | Pays            | Archères                                                   | Score   | 10 | X | Notes |
| ---- | --------------- | ---------------------------------------------------------- | ------- | -- | - | ----- |
| 1    | Corée du Sud    | Jeon Hun-young Lim Si-hyeon Nam Su-hyeon                   | 2046 OR |    |   | Q     |
| 2    | Chine           | An Qixuan Li Jiaman Yang Xiaolei                           | 1996    |    |   | Q     |
| 3    | Mexique         | Ángela Ruiz Alejandra Valencia Ana Paula Vázquez           | 1986    |    |   | Q     |
| 4    | Inde            | Ankita Bhakat Bhajan Kaur Deepika Kumari                   | 1983    |    |   | Q     |
| 5    | France          | Lisa Barbelin Amélie Cordeau Caroline Lopez                | 1972    |    |   | q     |
| 6    | Allemagne       | Katharina Bauer Michelle Kroppen Charline Schwarz          | 1965    |    |   | q     |
| 7    | Indonésie       | Diananda Choirunisa Syifa Nurafifah Kamal Rezza Octavia    | 1960    |    |   | q     |
| 8    | États-Unis      | Catalina GNoriega Casey Kaufhold Jennifer Mucino-Fernandez | 1945    |    |   | q     |
| 9    | Taipei chinois  | Chiu Yi-ching Lei Chien-ying Li Tsai-chi                   | 1926    |    |   | q     |
| 10   | Malaisie        | Syaqiera Mashayikh Nurul Fazil Ariana Zairi                | 1918    |    |   | q     |
| 11   | Grande-Bretagne | Megan Havers Penny Healey Bryony Pitman                    | 1912    |    |   | q     |
| 12   | Pays-Bas        | Quinty Roeffen Gabriela Schloesser Laura van der Winkel    | 1897    |    |   | q     |

### Tableau final
| Huitièmes de finale | Huitièmes de finale | Huitièmes de finale | Huitièmes de finale | Huitièmes de finale | Huitièmes de finale | Huitièmes de finale |  |  | Quarts de finale | Quarts de finale | Quarts de finale | Quarts de finale | Quarts de finale | Quarts de finale | Quarts de finale |  |   | Demi-finales | Demi-finales | Demi-finales | Demi-finales | Demi-finales | Demi-finales | Demi-finales |  |                               | Finale                        | Finale                        | Finale                        | Finale                        | Finale                        | Finale                        | Finale |
|                     |                     |                     |                     |                     |                     |                     |  |  |                  |                  |                  |                  |                  |                  |                  |  |   |              |              |              |              |              |              |              |  |                               |                               |                               |                               |                               |                               |                               |        |
|                     |                     |                     |                     |                     |                     |                     |  |  |                  |                  |                  |                  |                  |                  |                  |  |   |              |              |              |              |              |              |              |  |                               |                               |                               |                               |                               |                               |                               |        |
|                     |                     |                     |                     |                     |                     |                     |  |  | 1                | Corée du Sud     | 52               | 52               | 54               | 56               | 6                |  |   |              |              |              |              |              |              |              |  |                               |                               |                               |                               |                               |                               |                               |        |
| 8                   | États-Unis          | 53                  | 52                  | 48                  |                     | 1                   |  |  | 9                | Taipei chinois   | 51               | 56               | 53               | 54               | 2                |  |   |              |              |              |              |              |              |              |  |                               |                               |                               |                               |                               |                               |                               |        |
| 9                   | Taipei chinois      | 53                  | 55                  | 54                  |                     | 5                   |  |  |                  |                  |                  |                  |                  |                  |                  |  |   | 1            | Corée du Sud | 57           | 52           | 57           | 59           | 5 (26)       |  |                               |                               |                               |                               |                               |                               |                               |        |
| 5                   | France              | 49                  | 51                  | 51                  |                     | 0                   |  |  |                  |                  |                  |                  |                  |                  |                  |  |   | 12           | Pays-Bas     | 53           | 53           | 58           | 51           | 4 (23)       |  |                               |                               |                               |                               |                               |                               |                               |        |
| 12                  | Pays-Bas            | 55                  | 56                  | 54                  |                     | 6                   |  |  | 12               | Pays-Bas         | 52               | 54               | 53               |                  | 6                |  |   |              |              |              |              |              |              |              |  |                               |                               |                               |                               |                               |                               |                               |        |
|                     |                     |                     |                     |                     |                     |                     |  |  | 4                | Inde             | 51               | 49               | 48               |                  | 0                |  |   |              |              |              |              |              |              |              |  |                               |                               |                               |                               |                               |                               |                               |        |
|                     |                     |                     |                     |                     |                     |                     |  |  |                  |                  |                  |                  |                  |                  |                  |  |   |              |              |              |              |              |              |              |  |                               | 1                             | Corée du Sud                  | 56                            | 55                            | 51                            | 53                            | 5 (29) |
|                     |                     |                     |                     |                     |                     |                     |  |  |                  |                  |                  |                  |                  |                  |                  |  |   |              |              |              |              |              |              |              |  |                               | 2                             | Chine                         | 53                            | 54                            | 54                            | 55                            | 4 (27) |
|                     |                     |                     |                     |                     |                     |                     |  |  | 3                | Mexique          | 50               | 55               | 56               |                  | 5                |  |   |              |              |              |              |              |              |              |  |                               |                               |                               |                               |                               |                               |                               |        |
| 6                   | Allemagne           | 56                  | 56                  | 53                  |                     | 6                   |  |  | 6                | Allemagne        | 50               | 49               | 55               |                  | 1                |  |   |              |              |              |              |              |              |              |  |                               |                               |                               |                               |                               |                               |                               |        |
| 11                  | Grande-Bretagne     | 48                  | 54                  | 51                  |                     | 0                   |  |  |                  |                  |                  |                  |                  |                  |                  |  | 3 | Mexique      | 47           | 55           | 48           | 55           | 3            |              |  |                               |                               |                               |                               |                               |                               |                               |        |
| 7                   | Indonésie           | 54                  | 47                  | 53                  | 52                  | 5                   |  |  |                  |                  |                  |                  |                  |                  |                  |  | 2 | Chine        | 53           | 52           | 56           | 55           | 5            |              |  |                               |                               |                               |                               |                               |                               |                               |        |
| 10                  | Malaisie            | 52                  | 55                  | 51                  | 52                  | 3                   |  |  | 7                | Indonésie        | 54               | 49               | 47               |                  | 1                |  |   |              |              |              |              |              |              |              |  | Match pour la troisième place | Match pour la troisième place | Match pour la troisième place | Match pour la troisième place | Match pour la troisième place | Match pour la troisième place | Match pour la troisième place |        |
|                     |                     |                     |                     |                     |                     |                     |  |  | 2                | Chine            | 54               | 54               | 53               |                  | 5                |  |   |              |              |              |              |              |              |              |  |                               | 12                            | Pays-Bas                      | 50                            | 56                            | 52                            | 52                            | 2      |
|                     |                     |                     |                     |                     |                     |                     |  |  |                  |                  |                  |                  |                  |                  |                  |  |   |              |              |              |              |              |              |              |  |                               | 3                             | Mexique                       | 57                            | 54                            | 56                            | 57                            | 6      |